# Cantón de Friburgo
El cantón de Friburgo (FR, en francés: Canton de Fribourg; en alemán: Kanton Freiburg) es un cantón suizo.

## Historia
A orillas de los lagos de Neuchâtel y de Morat se han descubierto diversos vestigios prehistóricos (por ejemplo, viviendas palafitas, es decir, edificadas en el lago sobre pilotes). 
El cantón de Friburgo se adhirió a la Confederación en 1481. El área del cantón está básicamente compuesta por los territorios adquiridos por su capital. La actual extensión data de 1803, cuando fue adquirida la ciudad de Murten, y los demás cantones tomaron casi su forma actual. En 1846, el cantón de Friburgo se unió a la liga separatista conservadora-católica (Sonderbund). Un año después, el cantón fue invadido por las tropas federales, al igual que el resto de los cantones rebeldes, quedando disuelta dicha Liga o Sonderbund.

## Geografía
El cantón de Friburgo se encuentra en la parte occidental de Suiza. Limita al oeste con el lago de Neuchâtel, que lo separa del cantón de Neuchâtel, al oestesuroeste con el cantón de Vaud y al este y norte con el cantón de Berna. 
La superficie total del cantón es de 1669 km², que corresponden al área principal y a los exclaves dentro del cantón de Vaud. 
Friburgo se encuentra sobreelevado en la Meseta suiza. Al oeste el terreno es plano, mientras que hacia la parte sureste es más bien montañoso, región a la que comúnmente se llama Prealpes. El punto más alto del cantón es el Vanil Noir con 2389 m sobre el nivel del mar. El punto más bajo corresponde al lago de Neuchâtel, el cual se encuentra a 430 m s. n. m.
El río Sarine (Saane en alemán) fluye desde el sur hacia el norte del cantón; junto con sus tributarios baña gran parte del territorio cantonal. En su curso medio antes de pasar por la ciudad de Friburgo forma el lago de la Gruyère precisamente en la comarca prealpina de Gruyère (en alemán: Greyerz) célebre por sus quesos. El Sarine es tributario del Aare. El Broye baña la parte oeste del cantón y fluye en dirección noreste, hacia el Lago de Morat. La parte sur del cantón es cruzada por el Veveyse que se escurre hacia el sur, en dirección del lago Lemán.

## Población
El cantón es mayoritariamente católico (73 %). En él se encuentran varios monasterios y conventos, así como la única Universidad Católica de Suiza, la Universidad de Friburgo. El cantón se halla en la frontera lingüística suiza: dos tercios de la población habla francés y un tercio alemán. El río Sarine, que recorre el cantón de sur a norte y atraviesa la capital, marca la frontera lingüística (Röstigraben) de Friburgo. Los pueblos al oeste del río son de habla francesa y los situados al este son de lengua alemana. 
En el cantón hay varias ciudades bilingües, la más importante es la capital del cantón, Friburgo, seguida por Murten (en francés: Morat) y en menor medida Düdingen y Tafers. El alemán hablado en Friburgo es una variante del dialecto suizo alemán. 

### Idiomas
- Idioma nativo (2000)
  - Francés: 63,2 %
  - Alemán: 29,2 %
  - Otras lenguas: 7,6 %

### Sexo
(2003)
- - Hombres: 124.566
  - Mujeres: 126.752

### Religión
(2000)
- - Católico: 73,25 %
  - Protestante: 15,85 %
  - Sin confesión: 6,25 %
  - Otro: 4,65 %

## Transporte
El cantón de Friburgo está situado en el eje de transporte ferroviario que va de Ginebra a Zúrich.

## Distritos

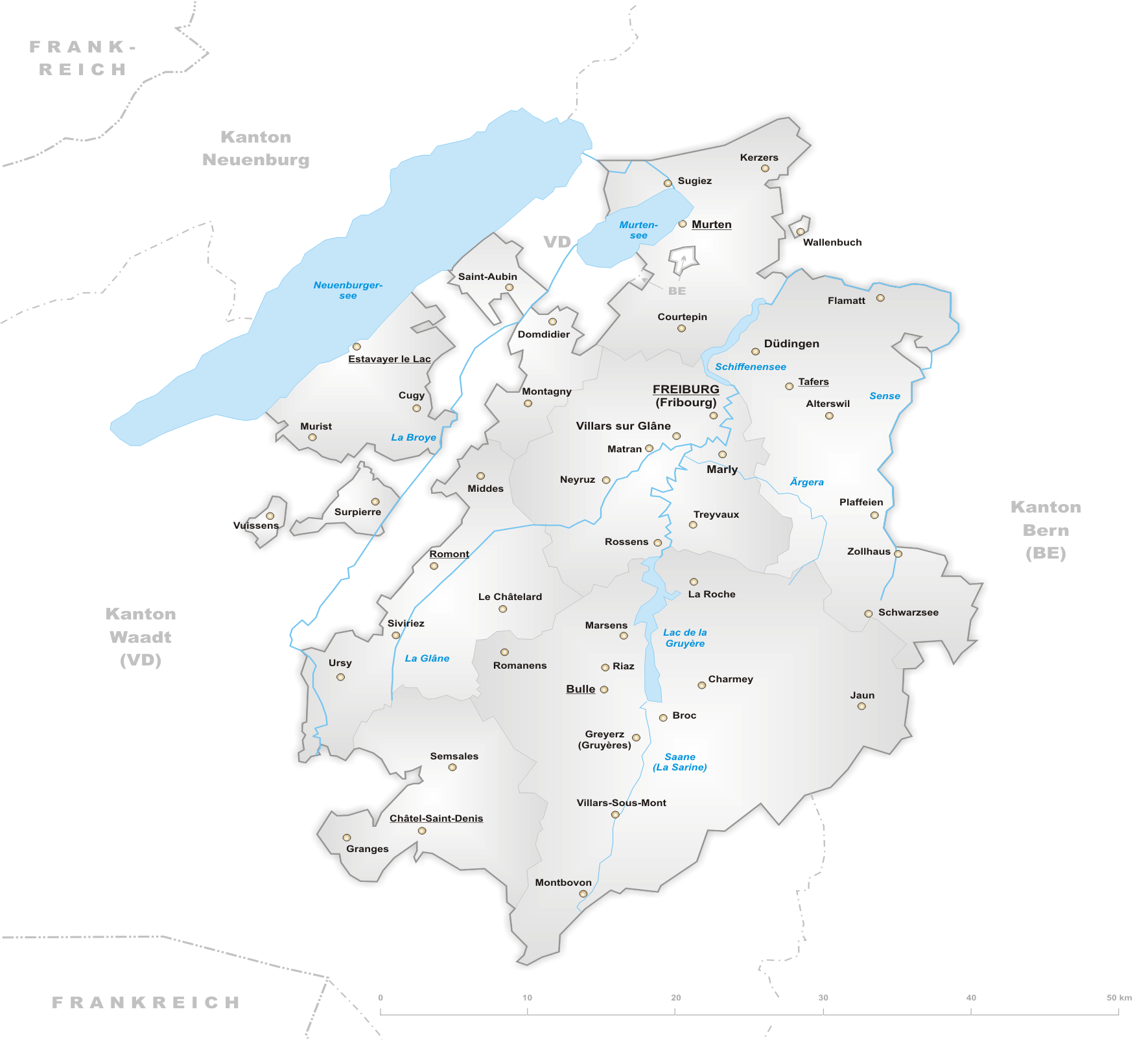
Los distritos del Cantón de Friburgo

Los distritos friburgueses llevan el nombre de la quebrada o río principal que pasa por su territorio:
- Distrito de Broye
- Distrito de Sarine
- Distrito de Glâne
- Distrito de Gruyère
- Distrito de See
- Distrito de Sense
- Distrito de Veveyse

## Comunas
En el cantón de Friburgo, solamente Friburgo, Bulle y Villars-sur-Glâne son consideradas estadísticamente como ciudades. Los municipios más grandes son:
- Friburgo, 34 764 habitantes (2010)
- Bulle, 11 685 habitantes (2002)
- Villars-sur-Glane, 10 001 habitantes (2005)
- Marly, 7170 habitantes (2003)
- Düdingen, 7000 habitantes (2004)
- Murten, 5584 habitantes (2002)
- Wünnewil-Flamatt, 5087 habitantes en (2002)

## Política
| Elecciones de Friburgo de 2021                                          |         |       |         |             |
| Partido                                                                 | Votos   | %     | Escaños | +/-         |
| El Centro (Le Centre/Die Mitte)                                         | 261.921 | 22,08 | 26/110  | 1           |
| Partido Liberal Radical Suizo (PLR/FDP)                                 | 238.848 | 20,14 | 23/110  | 2           |
| Partido Socialista Suizo (PS/SP)                                        | 222.389 | 18,75 | 21/110  | 7           |
| Unión Democrática de Centro-Unión Democrática Federal (UDC/SVP-UDF/EDU) | 205.036 | 17,29 | 19/110  | 2           |
| Los Verdes (Les Verts/Grüne)                                            | 141.866 | 1,96  | 13/110  | 7           |
| Centro-Izquierda (CG-PCS/ML-CSP)                                        | 49.333  | 4,16  | 4/110   | Sin cambios |
| Partido Verde Liberal (PVL/GLP)                                         | 49.557  | 4,18  | 3/110   | 2           |
| Independiente                                                           | 17.088  | 1,44  | 1/110   |             |

- Datos: Q12640
- Multimedia: Canton of Fribourg / Q12640